# Gesundheits- und Krankenpflegegesetz
Das Gesundheits- und Krankenpflegegesetz (GuKG) ist ein Gesetz der Republik Österreich, das die Berufspflichten und -bezeichnungen der in Gesundheits- und Krankenpflegeberufen Tätigen regelt. Als 108. Bundesgesetz trat es 1997 in Kraft und ergänzt seitdem das 102. Bundesgesetz vom 22. März 1961, betreffend die Regelung des Krankenpflegefachdienstes, der medizinisch-technischen Dienste und der Sanitätshilfsdienste.
Es wurde im Jahr 2016 novelliert. 
Ab dem Jahr 1997 bis zum Jahr 2016 war die Berufsbezeichnung für Frauen im gehobenen Dienst Diplomierte Gesundheits- und Krankenschwester. 2016 wurde diese Berufsbezeichnung geändert in Diplomierte Gesundheits- und Krankenpflegerin, das Berufsfeld der Pflegehilfe in Pflegeassistenz umbenannt und zusätzlich ein neues eingeführt, die Pflegefachassistenz. Die Berufsbezeichnung Diplomierter Gesundheits- und Krankenpfleger wurde nach der Gesetzesnovellierung beibehalten, ebenso die allgemeine Bezeichnung Gehobener Dienst für Gesundheits- und Krankenpflege.
Mit der Novellierung gingen unter anderem Änderungen bezüglich der Ausbildungsinhalte und -stätten einher.

## Das Gesundheits- und Krankenpflegegesetz 1997 bis 2016
Die Verantwortungsbereiche gliederten sich nach § 13 in
1. eigenverantwortliche
2. mitverantwortliche und
3. interdisziplinäre Tätigkeiten

Die Ausbildung zum Gehobenen Dienst für Gesundheits- und Krankenpflege erfolgte bis zur Gesetzesnovelle des Jahres 2016 an privaten oder öffentlichen Krankenpflegeschulen. Die Ausbildungsdauer von drei Jahren mit mindestens 4600 Unterrichtsstunden, davon mindestens ein Drittel in theoretischer und mindestens die Hälfte in praktischer Ausbildung, wurde auch nach der Gesetzesnovelle des Jahres 2016 beibehalten.
Zur Betreuung von pflegebedürftigen Menschen und zur Unterstützung des Gehobenen Dienstes für Gesundheits- und Krankenpflege und Ärzte war bis zur Novelle die Pflegehilfe (Pflegehelfer) zuständig. Die Ausbildung erfolgte in Form von Lehrgängen an Schulen für Sozialbetreuungsberufe oder privaten oder öffentlichen Institutionen der Gesundheits- und Krankenpflege, sie dauerte ein Jahr und umfasste 1600 Unterrichtsstunden in Theorie und Praxis.

## Die Gesetzesnovelle des GuKG 2016
In der Gesundheits- und Krankenpflege wurden ab der Gesetzesnovelle vom Jahr 2016 den Berufsgruppen des Gehobenen Dienstes und der Pflegehilfe eine dritte hinzugefügt, die Pflegefachassistenz (PFA). Die Pflegeassistenz (PA) ersetzt die bisherige Pflegehilfe. Für den gehobenen Dienst für Gesundheits- und Krankenpflege bzw. Diplomierte Gesundheits- und Krankenpfleger  (DGKP) bzw. Bachelor of Science Nursing (BScN) (vorher Diplomierte Gesundheits- und Krankenschwester) wurden in Österreich weitere Kompetenzbereiche geschaffen. Ein neuer Wirkungsbereich des DGKP ist zum Beispiel die Familien- und Schulgesundheitspflege.
Folgende Pflichten gelten für alle drei Berufsgruppen:
§ 4. Allgemeine Berufspflichten
1. Angehörige der Gesundheits- und Krankenpflegeberufe haben ihren Beruf ohne Unterschied der Person gewissenhaft auszuüben. Sie haben das Wohl und die Gesundheit der Patienten, Klienten und pflegebedürftigen Menschen unter Einhaltung der hierfür geltenden Vorschriften und nach Maßgabe der fachlichen und wissenschaftlichen Erkenntnisse und Erfahrungen zu wahren. Jede eigenmächtige Heilbehandlung ist zu unterlassen.
2. Sie haben sich über die neuesten Entwicklungen und Erkenntnisse der Gesundheits- und Krankenpflege sowie der medizinischen und anderer berufsrelevanter Wissenschaften regelmäßig fortzubilden.
3. Sie dürfen im Falle drohender Gefahr des Todes oder einer beträchtlichen Körperverletzung oder Gesundheitsschädigung eines Menschen ihre fachkundige Hilfe nicht verweigern.[9]

Im Übrigen sind Gesundheits- und Krankenpflegeberufe im Rahmen ihrer beruflichen Aufgabenstellung zur Pflegedokumentation verpflichtet. Die Dokumentationen beinhalten insbesondere die Pflegeanamnese, Pflegediagnose, Pflegeplanung und Pflegemaßnahmen. Die Verschwiegenheits-,  Anzeige- und Auskunftspflicht für Gesundheits- und Krankenpflegeberufe sind ebenso im GuKG definiert.

## Gehobener Dienst für Gesundheits- und Krankenpflege
Die Ausbildung zum Diplomierten Gesundheits- und Krankenpfleger (DGKP) in Österreich ist bis zum Jahr 2024 noch in Schulen für Gesundheits- und Krankenpflege möglich. Sie findet bereits mehrheitlich an Fachhochschulen (FH) und Universitäten (UNI) statt (BScN) und soll ab 2024 generell auf akademischer Ebene stattfinden.
Die Ausbildungszeit von DGKP/BScN beträgt 3 Jahre (4500 Unterrichtsstunden in Theorie und Praxis). Im Anschluss besteht die Möglichkeit zu akademischen Weiterbildungen. Diese befähigen zur Berufsausübung in Spezialbereichen.

### Aufgabenbereiche und Kompetenzen
Der gehobene Dienst für Gesundheits- und Krankenpflege (DGKP, BScN) ist für die Pflege von Menschen aller Altersstufen, Familien und Bevölkerungsgruppen in mobilen, ambulanten, teilstationären und stationären Bereichen verantwortlich. Die Handlungsweise von Gesundheits- und Krankenpflegern ist ethisch, rechtlich, interkulturell, psychosozial und systemisch geleitet. Angehörige der Gesundheits- und Krankenpflegeberufe unterliegen allgemeinen Berufspflichten. Dazu zählen die Verschwiegenheitspflicht, Anzeigepflicht, Meldepflicht, Dokumentationspflicht und die Auskunftspflicht. Außerdem müssen Gesundheitsberufe seit der Gesetzesnovelle des Jahres 2016 einen Berufsausweis mitführen und sind verpflichtet, sich registrieren zu lassen. 
In der Novelle des GuKG vom 14. Juli 2016 wurden die bisherigen Tätigkeitsbereiche von DGKP umbenannt in Kompetenzbereiche, die ebenfalls für 
Berufsangehörige mit BScN-Abschluss gelten. Sie lauten:
1. Pflegerische Kernkompetenzen (§14)
2. Kompetenz bei Notfällen (§14a)
3. Kompetenzen bei medizinische Diagnostik und Therapie (§15)
4. Weiterverordnung von Medizinprodukten (§15a)
5. Kompetenzen im multiprofessionellen Versorgungsteam (§16)
6. Spezialisierungen (§17)

#### Pflegerische Kernkompetenzen
„[…] § 14. (1) Die pflegerischen Kernkompetenzen des gehobenen Dienstes für Gesundheits- und Krankenpflege umfassen die eigenverantwortliche Erhebung des Pflegebedarfes sowie Beurteilung der Pflegeabhängigkeit, die Diagnostik, Planung, Organisation, Durchführung, Kontrolle und Evaluation aller pflegerischen Maßnahmen (Pflegeprozess) in allen Versorgungsformen und Versorgungsstufen, die Prävention, Gesundheitsförderung und Gesundheitsberatung im Rahmen der Pflege sowie die Pflegeforschung […]“.
Neben der Pflegediagnostik, Pflegeplanung und der Organisation von pflegerischen Belangen im Schulalltag wurden durch die Gesetzesnovelle zwei weitere Aspekte als Kompetenzbereiche von DGKP angeführt: die Bereiche Gesundheitsförderung und Prävention. Damit wurde die Basis für die Berufsgruppe DGKP gelegt, um Gesundheitsberatung in Österreich zu forcieren.
Die Kernkompetenzen des gehobenen Dienstes für Gesundheits- und Krankenpflege lauten:
1. Gesamtverantwortung für den Pflegeprozess,
2. Planung und Durchführung von Pflegeinterventionen bzw. -maßnahmen,
3. Unterstützung und Förderung der Aktivitäten des täglichen Lebens,
4. Beobachtung und Überwachung des Gesundheitszustandes,
5. theorie- und konzeptgeleitete Gesprächsführung und Kommunikation,
6. Beratung zur Gesundheits- und Krankenpflege sowie die Organisation und
7. Durchführung von Schulungen,
8. Förderung der Gesundheitskompetenz, Gesundheitsförderung und Prävention,
9. Erstellen von Pflegegutachten,
10. Delegation, Subdelegation und Aufsicht entsprechend dem Komplexitäts-, Stabilitäts- und Spezialisierungsgrad der Pflegesituation,
11. Anleitung und Überwachung von Unterstützungskräften sowie Anleitung, Unterweisung und begleitende Kontrolle von Personen gemäß §§ 3a bis 3d,
12. Anleitung, Begleitung und Beurteilung von Auszubildenden,
13. ethisches, evidenz- und forschungsbasiertes Handeln einschließlich Wissensmanagement,
14. Weiterentwicklung der beruflichen Handlungskompetenz,
15. Mitwirkung an fachspezifischen Forschungsprojekten und Umsetzung von fachspezifischen Forschungsergebnissen,
16. Anwendung komplementärer Pflegemethoden,
17. Mitwirkung im Rahmen von Qualitäts- und Risikomanagement,
18. Psychosoziale Betreuung in der Gesundheits- und Krankenpflege."

### Spezialisierung/Weiterbildung
Der gehobene Dienst für Gesundheits- und Krankenpflege kann
1. setting- und zielgruppenspezifische Spezialisierungen sowie
2. Spezialisierungen für Lehr- oder Führungsaufgaben erwerben.

Diese akademischen Weiterbildungen (FH, UNI) sind in den jeweiligen, beruflich gewählten Spezialbereichen vorgeschrieben. Innerhalb von 5 Jahren nach Beginn der beruflichen Tätigkeit im Spezialbereich sind die jeweiligen Weiterbildungen von DGKP bzw. BScN zu absolvieren.

### Setting- und zielgruppenspezifische Spezialisierungen
Angehörige des gehobenen Dienstes für Gesundheits- und Krankenpflege können sich setting- und zielgruppenspezifisch in folgenden Bereichen spezialisieren:
1. Kinder- und Jugendlichenpflege
2. Psychiatrische Gesundheits- und Krankenpflege
3. Intensivpflege
4. Anästhesiepflege
5. Pflege bei Nierenersatztherapie
6. Pflege im Operationsbereich
7. Krankenhaushygiene
8. Wundmanagement und Stoma-versorgung
9. Palliativversorgung
10. Psychogeriatrische Pflege

## Pflegefachassistenz

### Ausbildung
Die Ausbildung zur Pflegefachassistenz (PFA) erfolgt in Schulen für Gesundheits- und Krankenpflege. Die Ausbildungszeit beträgt 2 Jahre (3200 Unterrichtsstunden in Theorie und Praxis). Im Anschluss besteht für PFA die Möglichkeit der Berufsreifeprüfung, welche anschließend z. B. zum Studium Bachelor of Science Nurse an Fachhochschulen (FH) bzw. Universitäten (UNI) befähigt.

### Tätigkeitsbereich
- die eigenverantwortliche Durchführung der ihnen von Angehörigen des gehobenen Dienstes für Gesundheits- und Krankenpflege oder Ärzten übertragenen Aufgaben der Pflegeassistenz
- das Handeln in Notfällen
- die eigenverantwortliche Durchführung der ihnen von Ärzten übertragenen weiteren Tätigkeiten im Rahmen der Mitwirkung bei Diagnostik und Therapie
- die Anleitung und Unterweisung von Auszubildenden der Pflegeassistenzberufe.

## Pflegeassistenz

### Ausbildung
Die Ausbildung zur Pflegeassistenz (PA) erfolgt in Österreich an Schulen für Sozialbetreuungsberufe oder Institutionen für Gesundheits- und Krankenpflege. Die Ausbildungszeit beträgt 1 Jahr (1600 Unterrichtsstunden in Theorie und Praxis). Es besteht die Möglichkeit der Weiterbildung zur Pflegefachassistenz.

### Tätigkeitsbereich
- Mitwirkung an und Durchführung der ihnen von Angehörigen des gehobenen Dienstes für Gesundheits- und Krankenpflege übertragenen Pflegemaßnahmen
- Handeln in Notfällen
- Mitwirkung bei Diagnostik und Therapie[10]